# Petre Solomon
Petre Solomon (n. 15 februarie 1923, București, România – d. 28 octombrie 1991) a fost un scriitor și un traducător evreu din România.

## Biografie

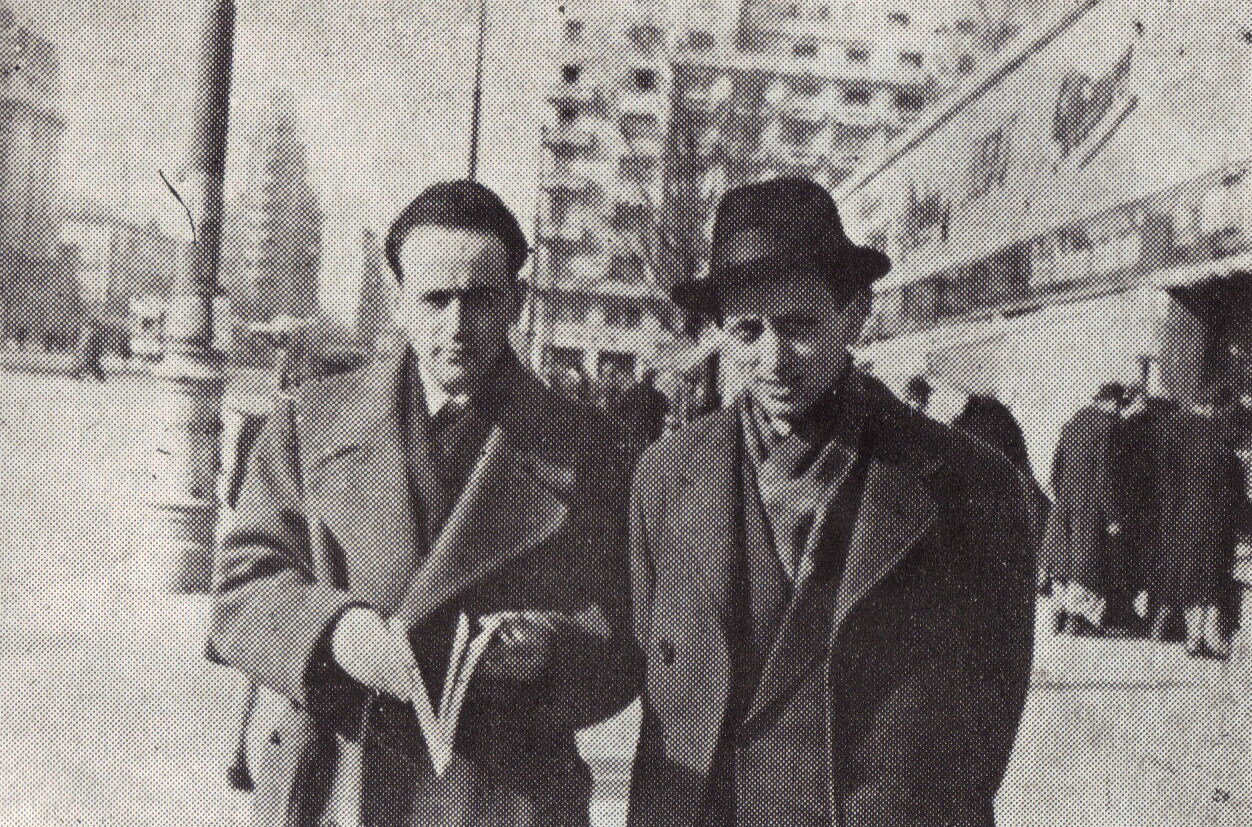
Paul Celan și Petre Solomon, București, primăvara anului 1947.

Urmează Liceul Comercial „Cultura”, apoi cursurile Colegiului pentru evrei „Onescu” până în aprilie 1944, când pleacă în Palestina, de unde revine în august 1946. În continuarea studiilor de limbă și literatură engleză începute în cadrul cursurilor organizate de „University of Cambridge” la Haifa, își ia licența la Facultatea de Litere a Universității din București. Lucrează un timp în redacția Editurii „Cartea Rusă” și apoi la Agerpres, de unde este scos în 1952, după excluderea din partid, din pricina interludiului palestinian.
A debutat în toamna lui 1944 cu versuri în revista „Orizont”, publicând de-a lungul anilor mai multe volume de poezii: Lumina zilei (1954), Drum spre oameni (1956), Relief (1965), Între foc și cenușă (1968), Umbra necesară (1971), Exerciții de candoare (1974), Culoarea anotimpurilor (1977), Timpul neprobabil (1985), Hotarul de hârtie (1988).
Traducător apreciat, s-a remarcat prin versiunile românești ale unor opere fundamentale din literatura universală scrise de William Shakespeare, John Milton, Charles Dickens, George Gordon Byron, Joseph Conrad, Graham Greene, Jack London, Herman Melville, Walter Scott, Percy Bysshe Shelley, Ray Bradbury, Rabindranath Tagore, Mark Twain ș.a. În 1990, cartea sa despre Paul Celan a fost publicată în Franța: Paul Celan - l'adolescence d'un adieu, Éditions Climats.
Petre Solomon a fost soțul pictoriței Yvonne Hasan și tatăl regizorului Alexandru Solomon.

## Volume publicate (monografii)
- Mark Twain sau aventurile umorului, Ed. Tineretului, 1958; ed. a II-a, 1960
- John Milton, Ed. Tineretului, 1962
- Rimbaud – o călătorie spre centrul cuvântului, Ed. Albatros, 1980
- Paul Celan – dimensiunea românească, Ed. Kriterion, 1987; ed. a II-a, Ed. Art, 2008
- Henry James, junior, Ed. Albatros, 1988

### Texte pentru piese muzicale
- Wilhelm Georg Berger, Pescarul de larg, soprană și pian, 1959[10]

## Premii
- Premiul Uniunii Scriitorilor pentru traduceri (1982)

## Legături externe
- Barbu Cioculescu, Petre Solomon, memorialistul, în „România literară”, nr 7, 2007[nefuncțională]